# Dussartius baeticus
Dussartius baeticus é uma espécie de crustáceo da família Diaptomidae.
É endémica de Espanha.